# Ингленд, Бетани
Бетани Ингленд (англ. Bethany England; род. 3 июня 1994, Барнсли, Йоркшир и Хамбер) — английская футболистка, нападающий и капитан клуба «Тоттенхэм Хотспур» и национальной сборной Англии.
В 2020 году Ингленд была названа Игроком года лиги и Игроком года по версии PFA после того, как помогла «Челси» в сезоне 2019/2020 выиграть Женская суперлигу и Кубок лиги. Она также была включена в команду года по версии ПФА.

## Ранние годы
Ингленд родилась и выросла со своими двумя сёстрами в Барнсли, крупном рыночном и студенческом городе в Южном Йоркшире, между Лидсом и Шеффилдом. Она начала играть в мужской команде в возрасте шести лет, и играла там в течение 3-4 лет. Мемориальная доска в честь Ингленд, в рамках кампании «Где рождается величие», была установлена в клубе «Юниор Тайкс» в Барнсли в 2022 году. Позже её пригласили в центр передового опыта девочек «Шеффилд Юнайтед». В возрасте 13 лет начала играть за академию «Шеффилда», где играла в течение трёх лет вместе со своей сестрой-близнецом Лаурой. В 16 лет Ингленд присоединилась к «Донкастер Роверс Беллс» и пробилась в первую команду в течение своего первого года.
Ингланд изучала право по совместительству в рамках партнерства с университетом БПП и организацией «Донкастер Беллес» с целью изучения семейного права. В юности она восхищалась футболистами Стивеном Джеррардом и Рэйчел Янки.

## Клубная карьера

### «Донкастер Роверс Беллс»
Во второй половине сезона 2011, в возрасте 17 лет, Ингленд закрепилась в первой команде «Донкастер Роверс Беллс». Она дебютировала за первую команду 23 июля 2011 года и сыграла четыре матча в течение регулярного сезона. Донкастер занял седьмое место с результатом 2 побед, 9 ничьей и 3 поражений . В октябре 2011 года она отправилась в краткосрочную аренду в «Шеффилд Уэнсдей».
В сезоне 2012 Ингленд забила два гола в восьми матчах. Свой первый гол она забила в проигрышном матче против «Бристоль Сити» (2:3). Второй гол она забила в победной игре против «Ливерпуля» (2:0). Донкастер занял седьмое место с результатом 3 побед, 9 ничьей и 2 поражений. Вернувшись в «Донкастер», Ингленд сыграла девять матчей в сезоне 2013. Команда заняла последнее место и была переведена во второй дивизион на сезон 2014.
В сезоне 2015 14 голов Ингленд помогли клубу занять второе место в турнире с результатом 14 побед 1 ничьи и 3 поражений и получить повышение в высший дивизион. Она забила два гола в ворота «Оксфорд Юнайтед». За пять сезонов в «Донкастере» Ингленд стала постоянным игроком стартового состава и сыграла около 100 матчей за клуб. Несмотря на предложение хорошего контракта от «Беллес», она решила присоединиться к «Челси» в следующем сезоне.

### «Челси»

#### 2016—2017 года

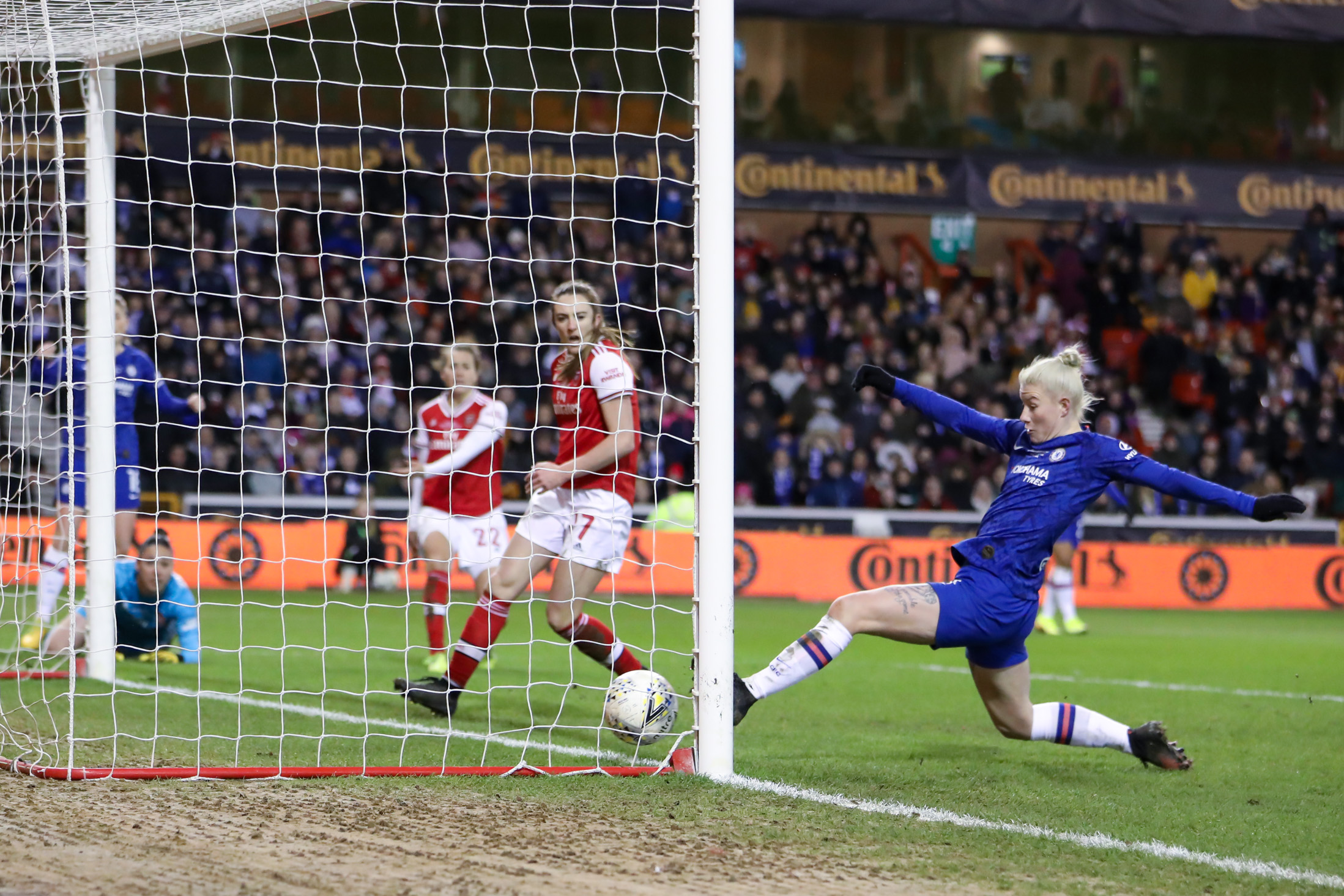
Ингленд забивает победный гол в ворота лондонского «Арсенала» в финале Кубок Английской футбольной лиги среди женщин

В январе 2016 года было объявлено, что Ингленд подписала контракт с «Челси» на сезон 2016. Она забила 5 голов в 19 матчах, включая семь стартовых матчей, играя на позиции крайнего защитника. «Челси» занял второе место в регулярном сезоне с результатом 12 побед 3 ничьей и 1 поражения.
В апреле 2017 года Англия подписала новый двухлетний контракт с «Челси». Несколько месяцев спустя её отдали в аренду в «Ливерпуль» на сезон, где она укрепила свои бомбардирские навыки, забив 10 голов в 16 матчах.

#### Сезон 2017/18: Аренда в «Ливерпуле»
14 сентября 2017 года Ингленд была отдана в аренду в «Ливерпуль» на сезон сезон 2017/2018. 12 октября 2017 года она забила свой первый гол за «красных» в победном матче против «Шеффилда» (6:0) в Континентальном кубке. В феврале 2018 года она забила ещё один гол в победной игре против «Сандерленда» (3:1). C 10 голами в чемпионате Ингленд заняла 3-е место в списке бомбардиров турнира того розыгрыша. «Ливерпуль» занял шестое место с результатом 9 побед, 8 ничей и 1 поражения.

#### 2018—2023: Возвращение в «Челси» и прорыв
Она вернулась в «Челси» в сезоне 2018/2019. Её 12 голов в 18 матчах позволили занять третье место в списке бомбардиров лиги и первое место в составе «Челси». Клуб занял третье место в национальном чемпионате с результатом 12 побед, 2 ничьей и 6 поражений.
В сезоне сезоне 2019/2020 Ингленд забила 14 голов в 15 играх. В январе и феврале она была игроком месяца лиги и заняла второе местов в сппске лучших бомбардиров того розыгрыша. Её дубль в финалн Континентальном кубке обеспечил победу для «Челси». Главный тренер «синих» Эмма Хейз назвала её лучшей английской «девяткой» в стране. Ингленд забила 21 гол во всех соревнованиях в Женской Суперлиге и Континентальном кубке и была названа игроком сезона лиги.
В июле 2020 года Ингленд подписала новый четырёхлетний контракт с «Челси». Генеральный менеджер «Челси» Пол Грин отметил: «Мы рады продлить контракт Бет, поскольку она проявила себя выдающимся игроком за последние 18 месяцев, сыграв большую роль в успехе команды. Мы считаем, что сейчас она выходит на пик своей карьеры как игрок, и с нетерпением ждём, как она продолжит развиваться как для клуба, так и для страны в предстоящие годы». В августе помогла «Челси» выиграть Суперкубок Англии, победив «Манчестер Сити» со счётом 2:0.

### «Тоттенхэм Хотспур»
4 января 2023 года было объявлено, что Ингленд подписала контракт с «Тоттенхэм Хотспур» до июня 2026 года. Сообщалось, что её трансферная стоимость составила 250 000 фунтов стерлингов, что стало рекордом для женского футбольного трансфера внутри страны. 15 сентября 2023 года было объявлено, что Ингленд будет капитаном команды. В сентябре 2023 года Англия перенесла операцию на бедре. Неясно, когда она получила травму. Она пропустила начало сезона 2023/2024. В Кубке Англии 14 января, проигрывая со счётом 0:2 от «Шеффилд Юнайтед», Ингленд забила дважды в течение 11 минут, это были её первые голы после травмы, что помогло её команде победить со счётом 3:2. В четвертьфинале Кубка Англии она забила гол в ворота «Манчестер Сити» на 96-й минуте, сравняв счёт. «Тоттенхэм» выиграл со счетом 4:3 в серии послематчевых пенальти, причём Ингленд первой забила пенальти. Её первый гол в сезоне 2023/2024 был забит на второй минуте победной выездной игры против «Бристоль Сити» (1:0).

## Карьера за сборную

### Молодёжные
В 2012 году она выступала за сборную до 19 лет на Чемпионате Европы в Турции. Она забила два гола в пяти матчах. Команда заняла третье место в своей группе, но не вышла в плей-офф.

### Национальная
В августе 2019 года Ингленд получила свой первый вызов в национальную сборную Англии на товарищеские матчи против Бельгии и Норвегии. В октябре 2019 года она забила свой первый гол, выйдя на замену в проигрышном товарищеском матче против Бразилии (1:2). Месяц спустя с передачи Никиты Пэррис открыла счёт в игре против Чехии (3:2). В феврале 2020 года она была включена в состав сборной Англии на SheBelieves Cup в Соединённых Штатах. Ингленд дважды появлялась на турнире, а команда заняла третье место. Она получила травму лодыжки во время тренировки, что помешало ей сыграть в финальном матче команды. В июне 2022 года она была включена в состав сборной на победный домашний чемпионат Европы.
31 мая 2023 года Англии была включена в состав сборной на чемпионат мира по 2023 в Австралии и Новой Зеландии, на котором англичанки дошли до финала, уступив там испанкам со счётом 0:1.

## Личная жизнь
Ингленд — открытая лесбиянка. Её жена, Стефани Уильямс, также является профессиональной футболисткой.

## Статистика

### Клубная
| Клуб                   | Сезон      | Лига              | Лига  | Лига | Кубок | Кубок | Кубок лиги | Кубок лиги | Континент | Континент | Другое | Другое | Итог  | Итог |
| Клуб                   | Сезон      | Дивизион          | Матчи | Голы | Матчи | Голы  | Матчи      | Голы       | AМатчи    | Голы      | Матчи  | Голы   | Матчи | Голы |
| ---------------------- | ---------- | ----------------- | ----- | ---- | ----- | ----- | ---------- | ---------- | --------- | --------- | ------ | ------ | ----- | ---- |
| Донкастер Роверс Беллс | 2011       | Женская суперлига | 4     | 0    | 1     | 0     | —          | —          | —         | —         | —      | —      | 5     | 0    |
| Донкастер Роверс Беллс | 2012       | Женская суперлига | 8     | 2    | 3     | 0     | —          | —          | —         | —         | —      | —      | 11    | 2    |
| Донкастер Роверс Беллс | 2013       | Женская суперлига | 9     | 0    | 3     | 1     | —          | —          | —         | —         | —      | —      | 12    | 1    |
| Донкастер Роверс Беллс | 2014       | Чемпионшип        | 18    | 8    | 5     | 2     | —          | —          | —         | —         | —      | —      | 23    | 10   |
| Донкастер Роверс Беллс | 2015       | Чемпионшип        | 18    | 13   | 5     | 1     | —          | —          | —         | —         | —      | —      | 23    | 14   |
| Донкастер Роверс Беллс | Итог       | Итог              | 57    | 23   | 17    | 4     | —          | —          | —         | —         | —      | —      | 74    | 27   |
| Челси                  | 2016       | Женская суперлига | 13    | 3    | 1     | 2     | —          | —          | —         | —         | —      | —      | 14    | 5    |
| Челси                  | 2017       | Женская суперлига | 6     | 0    | —     | —     | —          | —          | —         | —         | —      | —      | 6     | 0    |
| Челси                  | 2018/19    | Женская суперлига | 18    | 12   | 7     | 7     | —          | —          | 7         | 0         | —      | —      | 32    | 19   |
| Челси                  | 2019/20    | Женская суперлига | 15    | 14   | 2     | 0     | 8          | 7          | —         | —         | —      | —      | 25    | 21   |
| Челси                  | 2020/21    | Женская суперлига | 19    | 6    | 5     | 1     | 4          | 2          | 6         | 3         | 1      | 0      | 35    | 12   |
| Челси                  | 2021/22    | Женская суперлига | 20    | 8    | 3     | 3     | 2          | 0          | 5         | 1         | —      | —      | 30    | 12   |
| Челси                  | 2022/23    | Женская суперлига | 8     | 2    | —     | —     | —          | —          | 2         | 0         | —      | —      | 10    | 2    |
| Челси                  | Итог       | Итог              | 99    | 45   | 18    | 13    | 14         | 9          | 20        | 4         | 1      | 0      | 152   | 71   |
| Ливерпуль (аренда)     | 2017/2018  | Женская суперлига | 16    | 10   | 3     | 1     | —          | —          | —         | —         | —      | —      | 19    | 11   |
| Тоттенхэм Хотспур      | 2022/23    | Женская суперлига | 12    | 12   | 1     | 1     | 1          | 0          | —         | —         | —      | —      | 14    | 13   |
| Тоттенхэм Хотспур      | 2023/24    | Женская суперлига | 14    | 5    | 5     | 3     | 2          | 0          | —         | —         | —      | —      | 21    | 8    |
| Тоттенхэм Хотспур      | 2024/2025  | Женская суперлига | 12    | 7    | 0     | 0     | 4          | 0          | —         | —         | —      | —      | 16    | 7    |
| Тоттенхэм Хотспур      | Итог       | Итог              | 38    | 24   | 6     | 4     | 7          | 0          | —         | —         | —      | —      | 51    | 28   |
| Общий итог             | Общий итог | Общий итог        | 210   | 102  | 44    | 22    | 21         | 9          | 20        | 4         | 1      | 0      | 296   | 137  |

### Международная
| Сборная | Год  | Матчи | Голы |
| ------- | ---- | ----- | ---- |
| Англия  | 2019 | 5     | 2    |
| Англия  | 2020 | 2     | 0    |
| Англия  | 2021 | 8     | 6    |
| Англия  | 2022 | 6     | 3    |
| Англия  | 2023 | 5     | 0    |
| Итог    | Итог | 26    | 11   |

### Голы за сборную
| №  | дата             | Место                                      | Соперник           | Счёт | Результат | Турнир                  | Примечание |
| -- | ---------------- | ------------------------------------------ | ------------------ | ---- | --------- | ----------------------- | ---------- |
| 1  | 5 октября 2019   | Риверсайд, Мидлсбро, Англия                | Бразилия           | 1:2  | 1:2       | Товарищеский матч       | [ 42 ]     |
| 2  | 12 ноября 2019   | Стршелецкий остров, Ческе-Будеёвице, Чехия | Чехия              | 1:1  | 2:3       | Товарищеский матч       | [ 53 ]     |
| 3  | 17 сентября 2021 | Сент-Мэрис, Саутгемптон, Англия            | Северная Македония | 5:0  | 8:0       | Квалификация на ЧМ 2023 | [ 52 ]     |
| 4  | 17 сентября 2021 | Сент-Мэрис, Саутгемптон, Англия            | Северная Македония | 7:0  | 8:0       | Квалификация на ЧМ 2023 | [ 52 ]     |
| 5  | 21 сентября 2021 | Стад де Люксембург, Люксембург, Люксембург | Люксембург         | 10:0 | 10:0      | Квалификация на ЧМ 2023 | [ 52 ]     |
| 6  | 23 октября 2021  | Уэмбли, Лондон, Англия                     | Северная Ирландия  | 2:0  | 4:0       | Квалификация на ЧМ 2023 | [ 52 ]     |
| 7  | 30 ноября 2021   | Кипмоут, Донкастер, Англия                 | Латвия             | 12-0 | 20:0      | Квалификация на ЧМ 2023 | [ 54 ]     |
| 8  | 30 ноября 2021   | Кипмоут, Донкастер, Англия                 | Латвия             | 19:0 | 20:0      | Квалификация на ЧМ 2023 | [ 54 ]     |
| 9  | 30 июня 2022     | Летцигрунд, Цюрих, Швейцария               | Швейцария          | 3:0  | 4:0       | Товарищеский матч       | [ 55 ]     |
| 10 | 6 сентября 2022  | Бет365, Сток-он-Трент, Англия              | Люксембург         | 6:0  | 10:0      | Квалификация на ЧМ 2023 | [ 56 ]     |
| 11 | 6 сентября 2022  | Бет365, Сток-он-Трент, Англия              | Люксембург         | 10:0 | 10:0      | Квалификация на ЧМ 2023 | [ 56 ]     |

## Достижения

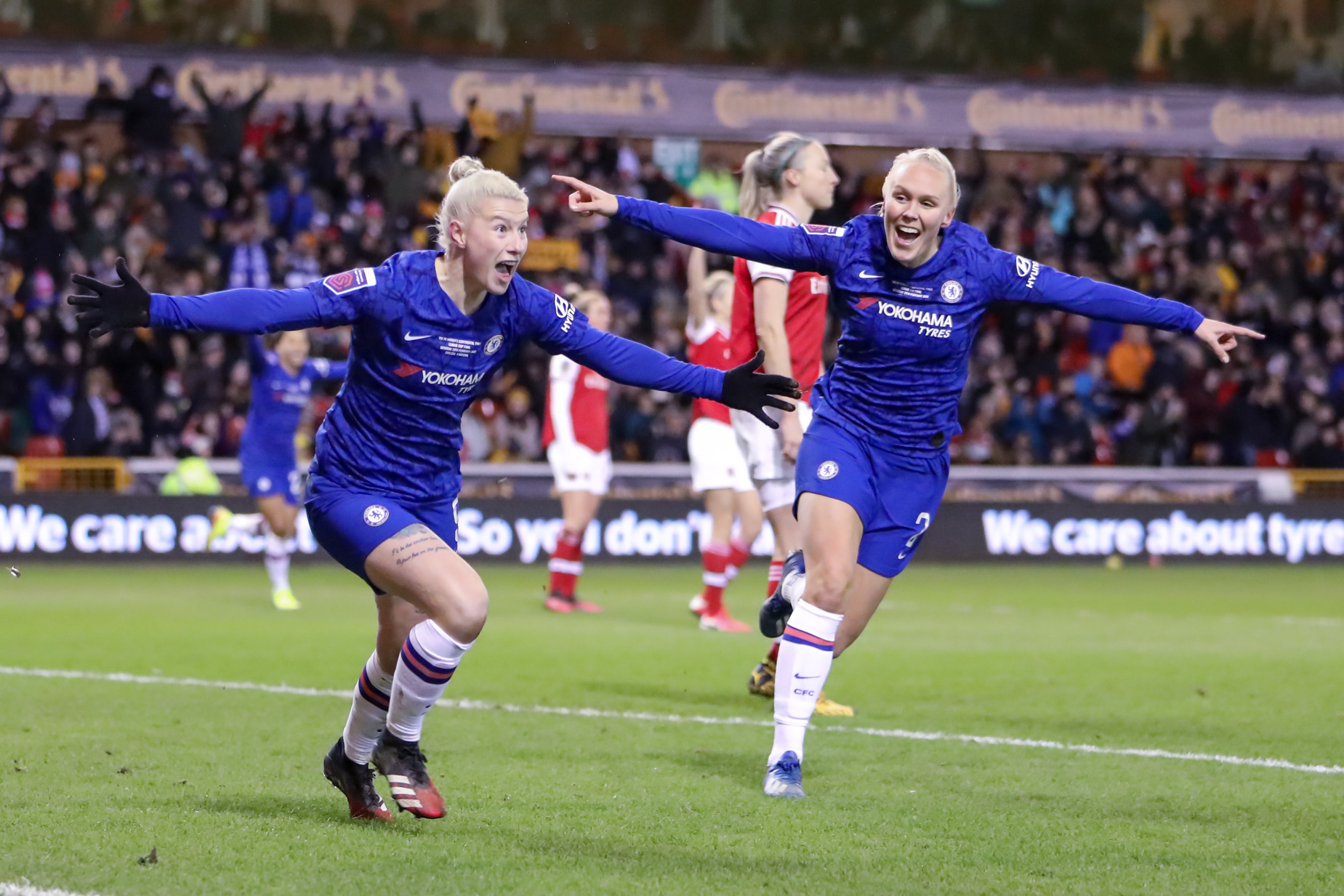
Ингленд (слева) и Мария Торирсдоттир празднуют победный гол Бетани в финале Кубок Английской футбольной лиги среди женщин против «Арсенала»

### Клубные

#### «Челси»
- Чемпионка Англии: 2017/2018[англ.], 2019/20, 2020/21[12], 2021/22
- Обладательница Кубка Англии: 2017/18[12], 2021/22
- Обладательница Кубка английской лиги[англ.]: 2019/20[12], 2020/21
- Обладательница Суперкубка Англии[англ.]: 2020[57]

### Международные
- Вице-чемпионка мира: 2023[58]
- Чемпионка Европы: 2022[59]

### Индивидуальные
- Игрок года Женской суперлиги Футбольной ассоциации: 2020[60]
- Игрок года по версии футболистов ПФА: 2019/20[61]
- Включена в команду года по версии ПФА: 2020[62]
- Игрок месяца Женской суперлиги Футбольной ассоциации: январь 2020, февраль 2020[28]